# Angband (videojuego)
Angband es un juego para computador roguelike (de mazmorras) derivado de UMoria, un desarrollo del arcaico Moria. Está basado en los libros del legendarium de J. R. R. Tolkien, y su título hace referencia a Angband, la fortaleza de Morgoth. La actual versión de Angband está disponible para una gran mayoría de los sistemas operativos, incluyendo Unix, Windows y Mac OS X.

## Sistema de juego
El juego se trata de explorar unos cien niveles de mazmorras, en las que el jugador debe buscar equipo y ganar poderes para poder destruir finalmente a Morgoth. Cada nuevo nivel es una mazmorra generada aleatoriamente cada vez que el jugador avanza a ese nivel, lo que da a Angband una gran rejugabilidad, ya que cada vez que se juega la partida es diferente.
La forma de jugar a Angband está basada en combate y tácticas, donde la administración del inventario es un punto importante del juego. Las partidas de Angband pueden durar semanas.

### Gráficos
Los gráficos nativos son en código ASCII de 128 caracteres, no conteniendo símbolos especiales como tildes. El paquete de la página oficial también ofrece la posibilidad de jugar con tiles desarrollados para mejorar la visual del juego.

## Historia del juego

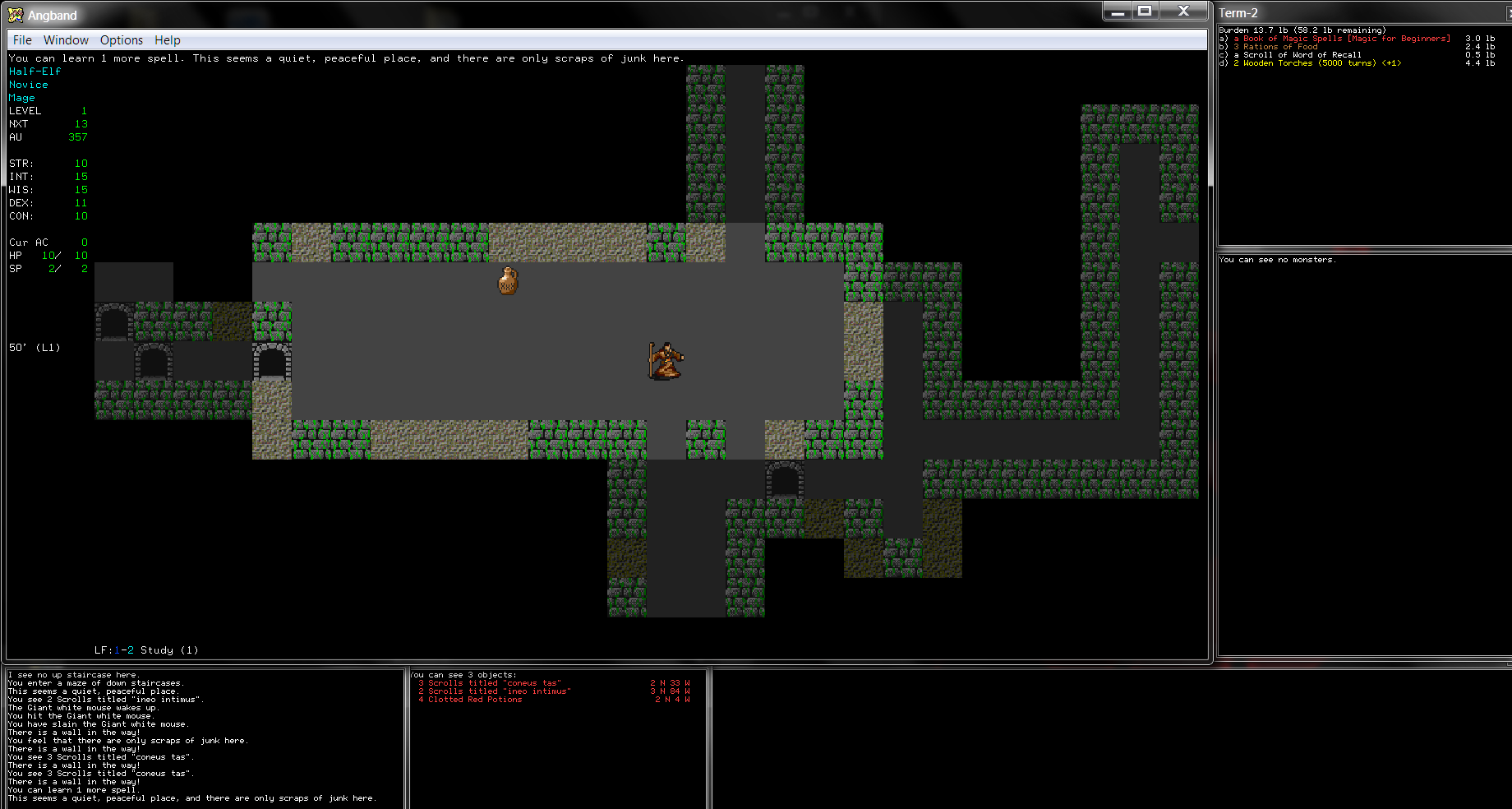
Angband en modo Tiles

La primera versión de Angband fue creada por Alex Cutler y Andy Astrand de la Universidad de Warwick en 1990. Querían expandir el juego UMoria, a su vez un desarrollo del arcaico Moria, agregándole más elementos, monstruos y otras mejoras. Tras Cutler y Astrand, el código fuente fue mantenido en la Universidad de Warwick por Geoff Hill y Sean Marsh, que generaron la versión «2.4.frog_knows» (nombre que alude a que contiene un conjunto de correcciones), que mejoraba ampliamente las versiones que no eran para Unix. Tras el abandono de Hill y Marsh, Angband ha pasado por las manos de Charles Swiger, Ben Harrison, Robert Rühlmann y otros.
Harrison fue el responsable encargado de la limpieza del código principal y su modularización, extendiéndolo y mejorando en gran medida la legibilidad del código fuente. Esto, a su vez, permitió crear la gran cantidad de variantes disponibles en la actualidad, así como mejor portabilidad. Como los anteriores, este último cambió de intereses y pasó el título a Robert Rühlmann en 2000.
Las contribuciones de Rühlmann incluidas en la versión 3.0, introducen numerosos cambios en los monstruos y objetos, con la ayuda de Jonathan Ellis, que introdujo el lenguaje de programación Lua, un lenguaje de script muy liviano, con la intención de simplificar el desarrollo tanto para el juego principal como para las variantes. Sin embargo, a la comunidad Angband en general no le gustó porque encontraba en él muchas expresiones confusas, por lo que algo después se eliminó.

Angband y ZAngband en el árbol genealógico de los videojuegos roguelike.

Aunque la licencia original del juego (Licencia Moria o Licencia Angband) permite la distribución del juego, sólo lo hace si es «sin fines de lucro», lo que lo invalidaba para muchas distribuciones de Linux o para su inclusión en discos anexos a las revistas. La licencia Moria/Angband tampoco contempla explícitamente la modificación del código, algo que, sin embargo,  la comunidad del juego ignoraba completamente en la práctica. A la vista de estos problemas, Rühlmann decidió en 2000 emprender la «Iniciativa de código abierto para Angband», con el fin de amparar Angband bajo una licencia de software libre, concretamente bajo GNU GPL, un proceso que concluyó el 9 de enero de 2009 con el lanzamiento de la versión 3.1.0, ya relicenciada bajo ambas (Moria/Angband y GNU GPL).
Rühlmann renunció al proyecto en octubre de 2005, dejando el juego en un periodo de incertidumbre. Sin embargo, en marzo de 2006, se anunció que el juego sería mantenido por Julian Lighton. Sin embargo, en diciembre de 2007, éste aún no había lanzado ninguna nueva versión del juego. Por la ausencia de Lighton, Andrew Sidwell asumió el liderazgo de la iniciativa, con el apoyo de la comunidad. A partir de ese momento se liberaron varias versiones beta de la 3.0.7, en un proceso que culminó en el lanzamiento de la versión 3.0.8.

## Variantes
De Angband se han derivado más de dieciséis variantes funcionales, de las que unas seis están activas. Cada una de ellas mantiene un cierto grado de alteración respecto al Angband «oficial»:
- MAngband es la versión multijugador de Angband, que se desarrolló en 1997 e incluye elementos en tiempo real para soportar el juego simultáneo.
- ZAngband (Zelazny Angband), está completamente basada en las Crónicas de Ámbar de Roger Zelazny. Topi Ylinen empezó el proyecto y luego involucró a más personas, entre ellas a Robert Rühlmann.[10] La mayoría del desarrollo terminó en 2006.[11]
- ToME, la variante aderezada con elementos de los Cuentos de la Tierra Media de J. R. R. Tolkien, derivó en primera instancia del código de ZAngband.
- En 1999 se creó OAngband.
- De esta última, tomando su versión 0.7.0, se creó FAngband, basada en el libro El Silmarillion.
- También a partir de Angband se creó Hellband que está basada en el cántico «Infierno» de La Divina Comedia de Dante.

## Comunidad
El grupo de noticias de Usenet rec.games.roguelike.angband y el «Foro de Angband» son los lugares donde se reúne la comunidad Angband, y donde se puede discutir cualquier aspecto del juego. También existen el canal de IRC #angband, de la red WorldIRC, y el canal #angband-dev que está en la red Freenode.